# Проаилурус
Проаилурус (лат. Proailurus lemanensis) — вымершее животное отряда хищных. Обитал в Европе и Азии приблизительно 25 миллионов лет назад, в позднем олигоцене и в миоцене.
Проаилурус был плотного сложения, размерами несколько превосходил домашнюю кошку и весил около 9 килограммов. По пропорциям был схож с виверровыми: длинное туловище, длинный хвост и относительно короткие лапы. Обладал большими глазами и острыми зубами и когтями. Когти были частично втяжными. Подобно виверровым, значительную часть времени проводил на деревьях.
Вероятный предок псевдаилурусов (Pseudaelurus), которые жили 20—10 млн лет назад. Иногда его относят к настоящим кошкам (Felidae). Возможно, дал начало большинству линий кошачьих, включая саблезубых кошек и больших кошек, хотя его филогенетическое положение остаётся не совсем ясным.
Другая возможность состоит в том, что проаилурус был предком всех кошкообразных — надсемейства или подотряда, который включает мангустовых, виверровых, гиен, кошачьих и некоторых других хищных.